# Kenny Roberts
Kenny Roberts (ur. 31 grudnia 1951 w Modesto) – amerykański kierowca motocyklowy. Trzykrotny Mistrz Świata najwyższej kategorii MotoGP. Przez całą karierę związany z Yamahą. W 1992 został umieszczony w International Motorsports Hall of Fame.

## Kariera
W Motocyklowych Mistrzostwach Świata zadebiutował w 1974 roku w klasie 250 cm³ w GP Holandii, która była pierwszą i ostatnią dla niego rundą w tym sezonie. Mimo to od razu pokazał się ze świetnej strony, stając na najniższym stopniu podium. Równe dziesięć punktów dało mu 19 lokatę w klasyfikacji generalnej.
W drugim sezonie startów dzielił obowiązki pomiędzy 250 cm³ a najwyższą kategorią 500 cm³. Nieoczekiwanie zdobył w debiucie mistrzowski tytuł w klasie 500 cm³, mimo iż nie startował we wszystkich wyścigach. Był pierwszym, któremu udało się triumfować już w pierwszym roku startów w najwyższej klasie. Wygrał wówczas 4 wyścigi. W dwieście pięćdziesiątkach zajął 4. miejsce, triumfując dwukrotnie na cztery rundy.
W kolejnych dwóch latach skupił się już tylko na najważniejszej klasie, dzięki czemu skutecznie obronił najwyższy laur dwukrotnie z rzędu. Łącznie wygrywał w siedmiu eliminacjach. Nie zdołał go obronić po raz trzeci z rzędu, kończąc rok na trzeciej pozycji. Rok 1982 był najgorszym dla Robertsa w pięćsetkach. Zajął wówczas dopiero czwartą pozycję. Głównym tego powodem było jednak nieuczestniczenie w kilku rundach. W następnym sezonie powrócił do walki. Mimo uczestniczenia we wszystkich wyścigach i wygraniu aż sześciu z nich (najlepsze wyniki w karierze), przegrał ostatecznie walkę z Freddiem Spencerem o zaledwie dwa punkty. Po tym sezonie postanowił zakończyć karierę.

## Wyniki w MMŚ
| Pozycja | 1  | 2  | 3  | 4 | 5 | 6 | 7 | 8 | 9 | 10 |
| Punkty  | 15 | 12 | 10 | 8 | 6 | 5 | 4 | 3 | 2 | 1  |

| Rok  | Klasa   | Zespół | 1      | 2     | 3      | 4       | 5     | 6       | 7     | 8       | 9      | 10     | 11     | 12     | 13    | Punkty | Pozycja | Zwycięstwa |
| ---- | ------- | ------ | ------ | ----- | ------ | ------- | ----- | ------- | ----- | ------- | ------ | ------ | ------ | ------ | ----- | ------ | ------- | ---------- |
| 1974 | 250 cm³ | Yamaha | GER -  | NAT - | IOM -  | NED 3   | BEL - | SWE -   | FIN - | CZE -   | YUG -  | ESP -  |        |        |       | 10     | 19      | 0          |
| 1978 | 250 cm³ | Yamaha | VEN 1  | ESP 2 |        | FRA 2   | NAT - | NED 1   | BEL - | SWE -   | FIN -  | GBR -  | GER -  | CZE -  | YUG - | 54     | 4       | 2          |
| 1978 | 500 cm³ | Yamaha | VEN -  | ESP 2 | AUT 1  | FRA 1   | NAT 1 | NED 2   | BEL 2 | SWE 7   | FIN NS | GBR 1  | GER 3  |        |       | 110    | 1       | 4          |
| 1979 | 500 cm³ | Yamaha | VEN -  | AUT 1 | GER 2  | NAT 1   | ESP 1 | YUG 1   | NED 8 | BEL NW  | SWE 4  | FIN 6  | GBR 1  | FRA 3  |       | 113    | 1       | 5          |
| 1980 | 500 cm³ | Yamaha | NAT 1  | ESP 1 | FRA 1  | NED DNF | BEL 3 | FIN 2   | GBR 2 | GER 4   |        |        |        |        |       | 87     | 1       | 3          |
| 1981 | 500 cm³ | Yamaha | AUT NS | GER 1 | NAT 1  | FRA 5   | YUG 3 | NED DNS | BEL 2 | RSM DNS | GBR 2  | FIN 7  | SWE NS |        |       | 74     | 3       | 2          |
| 1982 | 500 cm³ | Yamaha | ARG 1  | AUT 3 | FRA NW | ESP 1   | NAT 4 | NED 2   | BEL 4 | YUG NW  | GBR NW | SWE NW | RSM NW | GER NW |       | 68     | 4       | 2          |
| 1983 | 500 cm³ | Yamaha | RSA 2  | FRA 4 | NAT NS | GER 1   | ESP 2 | AUT 1   | YUG 4 | NED 1   | BEL 1  | GBR 1  | SWE 2  | RSM 1  |       | 142    | 2       | 6          |